# Mario Booysen
Mario Booysen (Città del Capo, 15 agosto 1988) è un allenatore di calcio ed ex calciatore sudafricano, di ruolo difensore.

## Carriera

### Primi passi
Cresciuto nelle giovanili dell'Ajax Cape Town, esordisce in prima squadra nel 2007, prima di passare in prestito al Bloemfontein Celtic nel 2009.

### Mamelodi Sundowns
Nel 2014 si trasferisce al M. Sundowns.

## Palmarès

### Giocatore

#### Club
- Coppa del Sudafrica: 2

SuperSport United: 2015-2016, 2016-2017

### Allenatore
- Coke Cup (Western Cape): 1

Antalyaspor CT: 2024